# Pagani Zonda

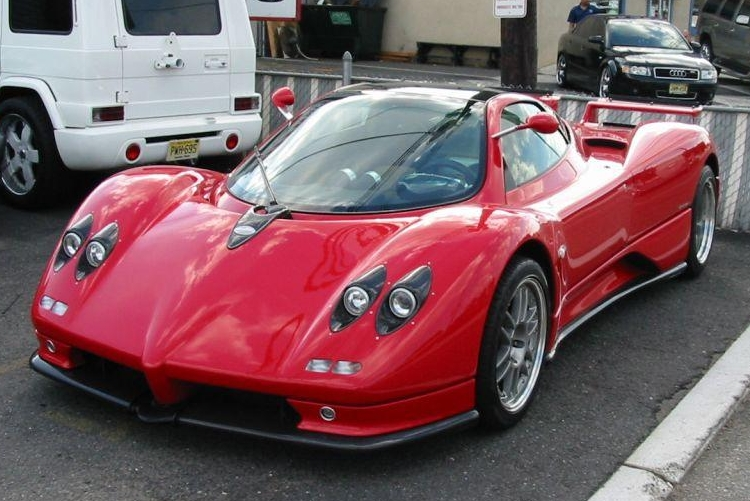
Pagani Zonda

De Pagani Zonda is, naast de Huayra en de Utopia, een van de drie modellen van de Italiaanse autobouwer Pagani Automobili. Deze sportwagen bestaat al sinds 1999, maar wordt regelmatig voorzien van een update. Hierdoor weet de Zonda zich nog te meten met recentere wagens zoals de Ferrari Enzo, de Bugatti Veyron en de Koenigsegg CCR. Hoewel de Huayra de opvolger is van de Zonda zijn er na de introductie in 2012 van de Huayra kleinere series van speciale versies van de Zonda gebouwd. De laatste Zonda was van het type Zonda 760RSJX en werd eind 2014 geproduceerd/
De Zonda bestaat voor het grootste deel uit carbon, wat zorgt voor een gewicht van ongeveer 1250 kg. Samen met een Mercedes-Benz AMG V12-krachtbron staat dit garant voor indrukwekkende prestaties. Een opvallend uiterlijk kenmerk zijn de centraal gemonteerde uitlaatpijpen.
Voor zover bekend is er 1 Pagani Zonda, een C12 S, in Nederland. Deze bevindt zich in een privécollectie.

## Zonda C12 (1999)

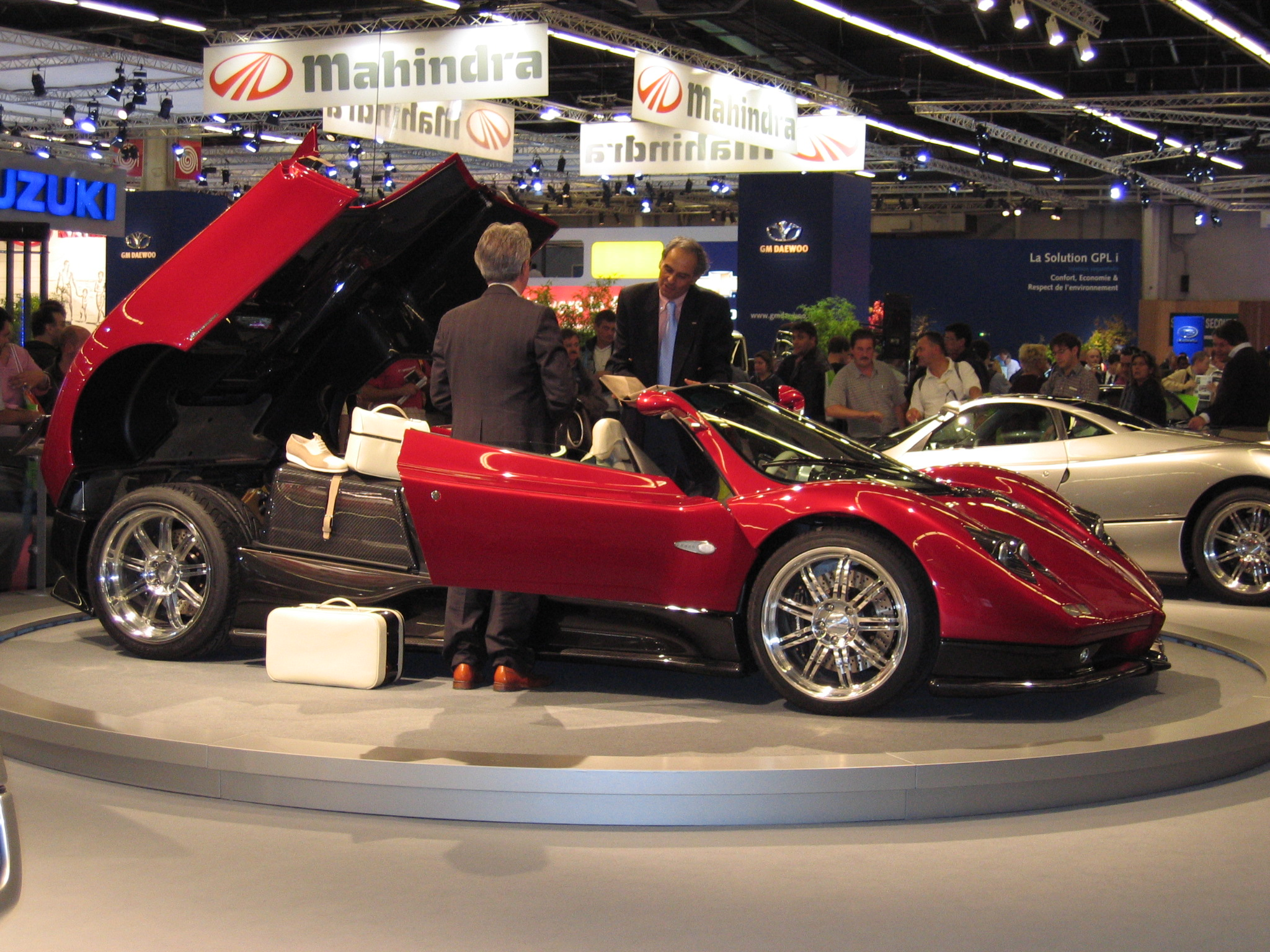
Pagani Zonda C12-S 7.3 Roadster op de Parijse autosalon van 2004.

De Zonda C12 werd op de Autosalon van Genève in 1999 geïntroduceerd en is een droom van de Argentijn Horacio Pagani die werkelijkheid is geworden. Aangedreven door een Mercedes-Benz AMG V12-motor van 5987 cc. De Zonda C12 accelereert van 0 naar 100 km/u in 4,3 seconden. De topsnelheid van de C12 ligt op 297 km/u. Door de brede banden had de C12 enorm veel grip op de weg. De motor zorgt voor een maximaal vermogen van 408 pk bij 5200 toeren en een maximaal koppel van 571 newtonmeter bij 3800 toeren. Van deze originele Zonda werden slechts vijf exemplaren geproduceerd. Van de exemplaren inclusief de originele zijn er in al de productiejaren van de C12 maar 14 op de markt gebracht.
Later dat jaar werd de Zonda C12-S geïntroduceerd die gebruikmaakte van een 7,0 litermotor van 7055 cc. Het maximaal vermogen kwam op 550 pk te liggen. Deze auto accelereert van 0 naar 100 km/u in 3,7 seconden en de topsnelheid komt op 354 km/u. Tegelijk werd ook een roadster-variant gelanceerd.
In 2002 kreeg de Zonda C12 een 7,3 litermotor van 7291 cc met een vermogen van 555 pk, een van de grootste V12's ooit gebouwd. Om dit nog handelbaar te houden, werd tractiecontrole toegevoegd. Ook hier werd weer een roadster-variant van gemaakt.

## Zonda F (2005)
Zes jaar na de eerste Pagani Zonda werd de Zonda F geïntroduceerd op de Autosalon van Genève. Net als zijn voorgangers, is de Zonda F voorzien van een V12 van 7,3 liter afkomstig van AMG. Het vermogen werd verder opgedreven tot 594 pk. In de Clubsportversie worden dat er zelfs 650. Het maximale koppel komt op 760 Nm voor de "normale" versie en 790 Nm voor de Clubsport. De Zonda F zou een topsnelheid halen van 345 km/u en van 0 naar 100 km/u accelereren in 3,6 seconden, genoeg voor een tijd op het Top Gear-circuit van 1 minuut en 18,4 seconden, 0,5 seconden sneller dan de Maserati MC12.
In 2008 heeft de Roadster-versie van de Zonda F een tijd van 1 minuut en 17,8 seconden neergezet op het Top Gear-testcircuit. Dit is een halve seconde sneller dan de Bugatti Veyron, die een topsnelheid haalt van meer dan 400 km/u.

## Zonda R (2010)
Dit model van Zonda beschikt over een V12 AMG-motor van Mercedes, met de naam M120, die 751 pk produceert.
De auto heeft een koppel van 710 Nm en accelereert van nul naar honderd km/u in 2,7 seconden.
Tevens haalt deze auto een topsnelheid van 344 km/u.
De Zonda R heeft op de Nürburgring een ronde gedaan in 6 minuten en 47 seconden, 11 seconden sneller dan de Ferrari 599XX en 1 seconde sneller dan de Radical SR8LM.

## Zonda Cinque (2010)
De Zonda Cinque is een versie van de normale Zonda, maar deze is echter wel in een gelimiteerde versie is uitgebracht. Er zijn vijf exemplaren van de coupé en vijf exemplaren van de roadster in omloop, wat het totaal dus op 10 exemplaren brengt. De techniek is afkomstig van de Zonda R, maar de vraagprijs van de Cinque ligt alsnog boven de 1 miljoen euro exclusief belastingen.

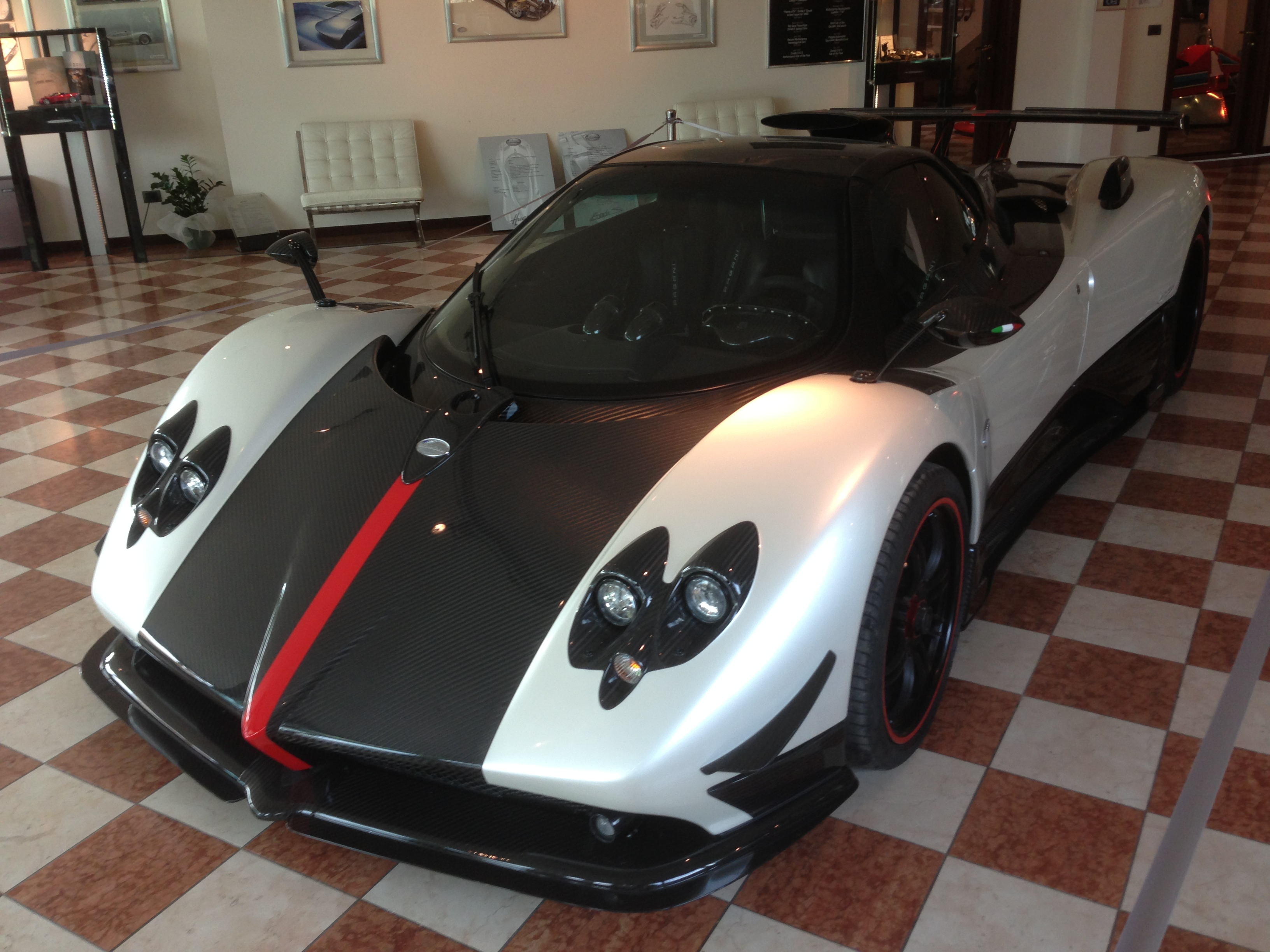
Pagani Zonda Cinque in de Pagani Fabriek in San Cesario Sul Panaro. Achterop staat "1 of 5".